# Журавльовська сільська рада
Журавльо́вська сільська рада (рос. Журавлёвский сельский совет) — сільське поселення у складі Каргапольського району Курганської області Росії.
Адміністративний центр — село Журавльово.
Населення сільського поселення становить 985 осіб (2017; 1045 у 2010, 1196 у 2002).

## Склад
До складу сільського поселення входять:
| Населений пункт     | Населення, осіб (2002) | Населення, осіб (2010) |
| ------------------- | ---------------------- | ---------------------- |
| Бакланське, село    | 329                    | 320                    |
| Борсукова, присілок | 77                     | 32                     |
| Жарниково, селище   | 5                      | 0                      |
| Жилина, присілок    | 107                    | 88                     |
| Журавльово, село    | 473                    | 446                    |
| Одіна, присілок     | 205                    | 159                    |